# Ian Calderon
Ian Charles Calderon (* 19. Oktober 1985 in Los Angeles) ist ein US-amerikanischer Politiker. Er gehört der Demokratischen Partei an.
Der im östlich von Los Angeles gelegenen Whittier wohnhafte Calderon studierte an der California State University, Long Beach Politikwissenschaften und war in seiner Jugend kalifornischer Surfmeister. Er arbeitete im Marketing für einen Sportartikelhändler, später gründete er ein im Sportmanagement tätiges Unternehmen. Zudem produzierte er eine Reality-TV-Sendung.
Ians Vater Charles Calderon war viele Jahre lang kalifornischer Abgeordneter, ebenso Ians Onkel Ronald und Thomas Calderon. Ian Calderon kandidierte bei den Wahlen 2012 erstmals um einen Sitz in der California State Assembly. Bei den Vorwahlen der Demokratischen Partei setzte er sich mit knapp einem Prozentpunkt Vorsprung gegen Rudy Bermudez durch, die eigentliche Wahl im November gewann Calderon mit 63,5 % der Stimmen deutlich. Bei seiner Angelobung war er mit 27 Jahren das jüngste Mitglied im 80-köpfigen Abgeordnetenhaus.
Bei den Wahlen zum Abgeordnetenhaus 2014 behauptete Calderon seinen Wahlkreis mit 51,5 % knapp gegen die republikanische Herausforderin Rita Topalian.
Ian Calderon ist Vorsitzender des Ausschusses für Kunst, Unterhaltung, Sport, Tourismus und Internet-Medien (Committee on Arts, Entertainment, Sports, Tourism and Internet Media).